# Myles Mack
Myles Anthony Mack (Paterson, 25 febbraio 1993) è un cestista statunitense.